# Tepehuan du Sud-Ouest
Le tepehuan du Sud-Ouest (auꞌdam en tepehuan du Sud-Ouest), ou haut tepehuan du Sud, est une langue uto-aztèque du Sud parlée au Mexique par les indiens tepehuanes, dans le sud de l'État de Durango.

## Classification
Le tepehuan du Sud-Ouest, avec le tepehuan du Sud-Est, l’o'odham, le pima bajo et le tepehuan du Nord, forme, à l'intérieur de l'uto-aztèque, le sous-groupe des langues pimiques (en).

## Variétés
Le tepehuan du sud se divise en deux variétés, le tepehuan du Sud-Est et le tepehuan du Sud-Ouest. Cependant on trouve aussi des parlers intermédiaires entre les deux dialectes.

## Phonologie
Les tableaux présentent la phonologie du tepehuan du Sud-Ouest, les voyelles et les consonnes.

### Voyelles
|         | Antérieure    | Centrale      | Postérieure   |
| ------- | ------------- | ------------- | ------------- |
| Fermée  | i [i] iu [iː] | ɨ [ɨ] ɨɨ [ɨː] | u [u] uu [uː] |
| Ouverte |               | a [a] aa [aː] |               |

### Consonnes
|               |               | Bilabiale | Dentale | Palatale | Vélaire | Glottale |
| ------------- | ------------- | --------- | ------- | -------- | ------- | -------- |
| Occlusives    | Sourdes       | p [p]     | t [t]   |          | k [k]   | ' [ʔ]    |
| Occlusives    | Sonores       | b [b]     | d [d]   |          | g [g]   |          |
| Fricatives    | Fricatives    | bh [β]    | s [s]   |          |         | h [h]    |
| Nasales       | Nasales       | m [m]     | n [n]   |          |         |          |
| Roulées       | Roulées       |           | r [r]   |          |         |          |
| Semi-voyelles | Semi-voyelles |           |         | y [j]    |         |          |

### Palatalisation
La palatalisation des consonnes crée un nombre important d'allophones. Exemples:
| forme   | vient de  | traduction |
| ------- | --------- | ---------- |
| čikák   | /tikak/   | poule      |
| ʔáwija  | /ʔauida/  | cerro      |
| kúiš    | /kuis/    | aguililla  |
| dúiñkar | /duinkar/ | pipa       |
| kɨLii   | /kɨrii/   | vieux/coq  |